# Stubbdyna
Stubbdyna (Kretzschmaria deusta, synonym  Ustulina deusta) är en sporsäcksvamp som förekommer på olika lövträd och orsakar vitröta i stam, kronstam eller rot. 
Som ung är den gråaktig, ibland med vit kant, medan den åldrade svampen är helt svart och påminner om gammal tjärpapp med många lager gammal torkad tjära. Svampens angrepp minskar stabiliteten i träden, Oftast faller träden tidigare medan veden fortfarande är hård och ligninet fortfarande är delvis intakt. Brottytan är därför oftast hård och marmorerad av mörka zonlinjer. På engelska kallas stadiet för vedens nedbrytning av stubbdynsvampen för soft rot, på svenska mjukröta. Vid besiktning av träd är stubbdynan en av de vanligaste och allvarligaste svamparna som påträffas. Svampen förekommer även på trädstubbar.
I södra Sverige är den vanlig på bok, men även hästkastanj, skogslönn, tysklönn, äkta valnöt och lind drabbas. 